# Die Drei von der Müllabfuhr – Mission Zukunft
Mission Zukunft ist eine deutsche Filmkomödie von Hagen Bogdanski aus dem Jahr 2020. Hagen Bogdanski war auch für die Bildgestaltung verantwortlich. Es handelt sich um den dritten Film der ARD-Reihe Die Drei von der Müllabfuhr mit den Müllmännern Uwe Ochsenknecht als Müllmann Werner Träsch, Jörn Hentschel als Ralle Schieber und Aram Arami als Tarik Büyüktürk in den Hauptrollen. Rainer Strecker, Adelheid Kleineidam, Ben Litwinschuh, Lara Aylin Winkler und Claudia Mehnert sind in tragenden Rollen besetzt. Die Müllmänner Werner, Ralle und Tarik bekommen einen Praktikanten, der die gewohnten Abläufe des eingeschworenen Teams etwas durcheinanderwirbelt.
Die deutsche Erstausstrahlung des Films erfolgte am 29. Mai 2020 auf dem ARD-Sendeplatz Endlich Freitag im Ersten.

## Handlung
Müllmann Werner Träsch ist mit seinen Kollegen Ralle Schieber und Tarik Büyüktürk mal wieder unterwegs auf Tour und wird dabei Zeuge einer „Fridays for Future“-Demonstration auf einem Schulhof. Der sechzehnjährige Dennis Kruse ist der Anführer der Demo und verhält sich Träsch gegenüber flegelhaft, worauf dieser ihn ohrfeigt. Dummerweise wird dies von einem Schülerhandy gefilmt und ins Internet gestellt, was nicht folgenlos bleibt. Werner Träschs Chef Rüdiger Dorn verdonnert ihn dazu, dem von ihm geohrfeigten Problemschüler Dennis sozusagen als Wiedergutmachung ein einwöchiges Schülerpraktikum bei ihm zu ermöglichen. Für Dennis ist es alles andere als ein Vergnügen, unbezahlt Müll einzusammeln und dazu ausgerechnet noch unter der Leitung von Werner Träsch. Als Werner von Dennis wissen will, wie er sich seine Zukunft vorstellt, erwidert dieser nur, Werners Generation habe doch dafür gesorgt, dass seine Generation keine Zukunft mehr haben werde. Zumindest wolle er keine Mülltonnen durch die Gegend schieben, das sei zu unbedeutend, er wolle den tropischen Regenwald wieder aufforsten, Dieselkraftstoff abschaffen und all das tun, was Werners Generation versäumt habe. „Große Ziele“, meint Werner Träsch, „und das ohne Abschluss!“, da Dennis sich dem Schulunterricht verweigert.
Nachdem es auf der Tour zu einer Auseinandersetzung mit Dennis gekommen ist, bleibt dieser dem Praktikumsjob fern. Zu aller Enttäuschung stellen Werner und seine Kollegen auch noch fest, dass Dennis Geld aus ihren Portemonnaies entwendet hat, wie sich herausstellt, um das kaputte Notebook seiner Klassenkameradin Selma Ercan, das er auf dem Gewissen hat, reparieren zu lassen. Es ist offensichtlich, dass Selma ihm viel bedeutet. Dennis wächst in der Folgezeit zunehmend in Werners Team hinein, ersetzt den Männern das gestohlene Geld und wird auch offener. Beispielsweise erzählt er, dass sein Vater tot sei und seine Mutter keine Widerworte dulde. 
An seinem letzten Praktikumstag erscheint Dennis nicht, von seiner besorgten Mutter Franziska erfahren die Männer, dass er am Abend zuvor nicht nach Hause gekommen sei. Nachdem seine Mutter ihn bei ihrer Suche auf der Straße aufgelesen hat, kommt es erneut zum Streit zwischen beiden, als sie erwähnt, dass die Firma des verstorbenen Vaters pleite sei und sie ihr Wohnhaus nicht halten könnten. Es sei das Beste, zu den Großeltern nach Ulm zu ziehen. Dennis ist empört, dass seine Mutter das so einfach über seinen Kopf hinweg entschieden hat und läuft erneut davon. Diesmal zieht es ihn zu Ralle und Tarik, die zusammen auf einem alten Schiff wohnen.
Zwischen Werner und Gabi Hertz renkt sich nach einem Zwischenfall, der daraus resultiert, dass es Werner schwerfällt, den Jahre zurückliegenden Tod seiner Frau zu überwinden, alles wieder ein. Werner fragt Gabi sogar, ob sie sich vorstellen könne, zusammen mit ihm eine gerade freigewordene Wohnung zu beziehen. Gabi ist überglücklich. Dennis wiederum findet auf dem Schiff langsam zu sich zurück, er lernt mit Ralle Schieber, der studierter Mathematiker, der computeraffin ist, für seine Prüfungen, um nun doch noch seinen Abschluss hinzukriegen, dabei wird klar, wie sehr der Tod seines Vaters ihn belastet. Er habe alles gewusst, immer mit ihm gelernt und an ihn geglaubt, erzählt er Werner. Werner meint, er glaube auch an ihn. Auch mit seiner Mutter kommt Dennis ins Reine, als sie ihm in einem ausführlichen Gespräch versichert, dass er das Wichtigste in ihrem Leben sei und sie in der Vergangenheit wohl einiges falsch gemacht habe.
Als Tarik Werner entschuldigend erklären will, dass er seit einiger Zeit mit dessen Tochter Annika zusammen sei, winkt dieser nur ab und meint, das wisse er doch längst. Eine Aufgabe liegt aber noch vor ihm, als nun Dienstältester muss Werner eine Abschiedsrede auf Manne halten, der in Rente geht. Obwohl er Angst vor diesem Augenblick hatte, bewältigt er diese Aufgabe in der ihm eigenen Art sehr gut. Und, nachdem die Stadtreinigungsbetriebe diverse Videos unter dem Titel „Mülle meets Future“ ins Netz gestellt haben, um Social Media Präsenz und junge Leute zu erreichen, hat Werner plötzlich Follower und 27 Interessierte bewerben sich für ein Praktikum, das sie gern in Werners Team absolvieren würden.

## Produktion, Hintergrund

Logo Berliner Stadtreinigungsbetriebe

Mission Zukunft wurde unter dem Arbeitstitel Mülle meets Future vom 17. September bis zum 14. November 2019 zeitgleich mit dem nachfolgenden vierten Film Kassensturz in Berlin und Umgebung gedreht. Produziert wurde der Film von der Bavaria Fiction im Auftrag der ARD Degeto für Das Erste. Die Redaktion des Films lag bei Barbara Süssmann und Stefan Kruppa, die Produktionsleitung bei Frank Berszuck und Sandra Moll (ARD Degeto). Die Herstellungsleitung oblag Sandra Vogelbacher.
Der zuvor von Daniel Rodic verkörperte türkischstämmige Müllmann Tarik Büyüktürk wird in dieser und der nachfolgenden Episode Kassensturz von Aram Arami gespielt, da Daniel Rodic nicht mehr zur Verfügung stand. Gedankt wurde der Berliner Stadtreinigung und The Ocean Cleanup Stiftung für ihre Unterstützung.

## Rezeption

### Einschaltquote
Bei seiner Erstausstrahlung am 29. Mai 2020 in der ARD schalteten 4,57 Millionen Zuschauer den Film ein, das entsprach einem Marktanteil von 16 Prozent.

### Kritik
Die Kritiker der Fernsehzeitschrift TV Spielfilm zeigten mit dem Daumen zur Seite, vergaben für Humor, Action und Spannung je einen von drei möglichen Punkten, und kritisierten: „‚Fridays for Future‘-Protest als billige Staffage für eine Allerweltsstory um Erwachsenwerden und die Sorgen von Alleinerziehenden – da kriegen nicht nur Greta & Co. Pickel. Ist ja nett gemeint, die Müll-Crew spielt sympathisch, ein wenig berlinert wird auch, aber das Thema hätte man ernster nehmen können.“ Fazit: „Fridays for… Leider zu platte Geschichte“.
Im Fernsehmagazin Prisma schrieb Christopher Schmitt: „Generationenkonflikt bei der Müllabfuhr: Der neue Praktikant ist ‚Fridays for Future‘-Aktivist und ein ziemlicher Rebell. Zum Praktikum verpflichtet wurde der 16-Jährige, weil er eine Mülltonne angezündet hat.“ Der dritte Film „der komödiantischen ARD-Reihe Die Drei von der Müllabfuhr – Mission Zukunft“, trage „den Namen nicht umsonst“. Allerdings bildeten „diese großen Thematiken lediglich einen groben Rahmen für persönliche Geschichten“. Dem „jungen Ben Litwinschuh“ gelinge „es hervorragend, diese gefühlte Ungerechtigkeit, als wäre die ganze Welt gegen ihn, zu verkörpern. Die kurzen Wutanfälle“ seien „ebenso authentisch wie seine bockige Verweigerungshaltung samt diverser Respektlosigkeiten“. […] „Wenngleich die Charakter-Beziehungen überwiegend in äußerst erwartbaren Bahnen verlaufen“ würden, sei es „nett zu beobachten, wie sich der Problem-Teenie und die drei Männer in Orange langsam annähern“. Teilweise wirke „der Fernsehfilm thematisch etwas überladen, da neben dem Praktikum samt Generationen-Clinch auch die schwierigen Familienverhältnisse von Dennis, dessen Freundin deren Verhältnis untereinander ausgeklügelt“ werde. Hinzu kämen „Werners Suche nach dem privaten Glück und die Geschichte um seinen neuen Schwiegersohn“. Der „Kurzweil“ tue das „jedoch keinen Abbruch“.
Rainer Tittelbach befasste sich auf seiner Seite tittelbach.tv mit dem Film, dem er vier von sechs möglichen Sternen gab, und zog das Resümee, dass „wieder abendfüllend geholfen, der Kiez gefeiert und der Wert der Freundschaft beschworden“ werde – „allerdings nicht mehr ganz so locker, beiläufig und quasi im Vorbeifahren wie in den ersten beiden Filmen“. Zwar sei „die Themen-Verknüpfung von Müllabfuhr und Klimawandel gut gedacht“, gerate aber „schnell aus dem Blick“. Uwe Ochsenknecht bleibe „der Dreh- und Angelpunkt dieser Reihe, ein nostalgiebeseelter Hans Dampf in allen Gassen. Die noch stärkere Fokussierung auf ihn“ sei die „halbe Miete für diese Reihe. Der sozialromantische Zuckerguss verdeck[e] allerdings gelegentlich die schönen, kleinen Augen-Blicke.“
Tilmann P. Gangloff war auf der Seite evangelisch.de, ebenso wie sein Kollege Tittelbach der Meinung, dass die Geschichten „neben dem ungewöhnlichen Hintergrund“ vor „allem von Hauptdarsteller Uwe Ochsenknecht, der den Chef des Trios vom Mülljöh mit großem Herzen und entsprechend sympathisch“ verkörpere. Weiter schrieb Gangloff: „Die Geschichte mag nicht den Anspruch eines Mittwochdramas ‚im Ersten‘ erfüllen, aber die humanistische Haltung der Protagonisten und ihr Engagement ohne Eigennutz ist aller Ehren wert. Nur notorische Nörgler werden sich an einigen unrealistischen Details stören.“ […] „Handwerklich“ bewege sich der Film „zudem auf hohem Niveau“. […] „Sehenswert“ sei diese Folge „jedoch vor allem wegen der ausnahmslos guten darstellerischen Leistungen“. Bei „einem Profi wie Ochsenknecht“ sei „das nicht weiter überraschend, aber gerade die beiden jungen Mitwirkenden“ seien „von Hagen Bogdanski (Regie und Kamera) ausgezeichnet geführt worden“.
In der Volksstimme nahm Jens Kalaene sich den Films an und meinte, „Leute von der Müllabfuhr“ erführen „in Corona-Zeiten endlich mehr Wertschätzung. In einer TV-Reihe [sei] das schon länger der Fall.“ Regisseur Hagen Bogdanski […] habe diese (und auch die nächste) Folge „der teilweise zu albern geratenen Reihe leider nicht klischeefrei inszeniert, aber einige Szenen reg[t]en immerhin zum Nachdenken an“.